# 全てこの世は舞台
「全てこの世は舞台」（すべてこのよはぶたい、英語: All the world's a stage）はウィリアム・シェイクスピアの喜劇『お気に召すまま』第2幕第7場のJaquesの台詞。人間の一生を7つの段階に分けて説明しており、Seven Ages of Man（人間の七つの段階）と書かれることもある。